# Zeronic
Zeronic war eine österreichische Alternative-Rock-Band.

## Bandgeschichte
Nach der Veröffentlichung und Tournee ihrer ersten beiden Alben High Life (2001) und Feel the Nothing (2003) wurden beide für den österreichischen Musikpreis Amadeus nominiert. 2005 veröffentlichten sie die Single Images of Girls, die von Gareth Jones produziert wurde (bekannt für seine Arbeit mit Depeche Mode, Nick Cave, Goldfrapp und vielen anderen).
2009 erschien das Album The Price of Zeitgeist, in dem Elemente aus Poesie und Popmusik vermischt wurden. Der Videoclip zu The Price of Zeitgeist wurde beim New York International Independent Film Festival im Februar 2009 als bestes internationales Musikvideo nominiert, und die Band wurde eingeladen, den Clip am Eröffnungsabend des Festivals vorzustellen.
2012 veröffentlichten sie ihr Album Grandezza, welches in Italien und Wien aufgenommen wurde. Im selben Jahr spielten sie als Vorband bei dem New Order Konzert in Wien.
Die Band löste sich 2016 auf. Der Sänger Michael Tanczos führte eine Solokarriere unter eigenem Namen weiter.

## Diskografie

### Alben
- 2001: High Life
- 2003: Feel the Nothing
- 2009: The Price of Zeitgeist
- 2012: Grandezza

### Singles
- 1997: Days of Youth (Demo)
- 1998: Days of Youth (EP)[3]
- 1999: Losing Something Beautiful (Demo EP)[4]
- 2000: Here Comes the Night (Demo EP)[5]
- 2000: Enjoy the Real
- 2001: One Piece of You
- 2001: Zero
- 2001: High Life (4 Track - Promo-CD-R - Single)
- 2003: Inside / Thank You for Killing Me / Vanessa / Only (EP - 4-Track – Demo)
- 2005: Don’t Close Your Eyes (Charity-Single mit All Star – Cast inkl. Zeronic)
- 2005: Images of Girls[6]
- 2009: The Price of Zeitgeist (3 Track – Single)
- 2010: We Don’t Wanna Be Alone (feat. Kama) (Download-Single bzw. 7″ Vinyl)
- 2012: Let’s Fool the World
- 2012: My Heart Is Still in Your Hands